# 郡山市立安積第二小学校
郡山市立安積第二小学校（こおりやましりつ　あさかだいにしょうがっこう）は、福島県郡山市三穂田町川田にある公立の小学校。

## 沿革
出典: 
- 1875年 - 成田小学校、川田小学校創立
- 1885年 - 両学校の統合により、神子内小学校創立
- 1893年 - 豊田尋常小学校に改称
- 1912年 - 現在地に校舎新築
- 1918年 - 豊田実業補習学校を附設
- 1941年 - 国民学校令により、豊田村国民学校に改称
- 1947年 - 学制改革により、豊田村立豊田小学校に改称
- 1954年 - 町村合併により、安積町立安積第二小学校に改称
- 1965年 - 町村合併により、郡山市立安積第二小学校に改称
- 2011年 - 東日本大震災に伴う校庭表土除去作業
- 2013年 - 校舎西側の増築（6教室増築）

## 周辺
- コスモス通り
- ミニストップ 郡山南インター店
- 郡山南IC
- 郡山総合地方卸売市場
- 郡山カルチャーパーク
- 郡山運転免許センター
- あぐりあ

## 主な進学先中学校
- 郡山市立安積第二中学校
- 郡山市立三穂田中学校